# Benjamin Godard

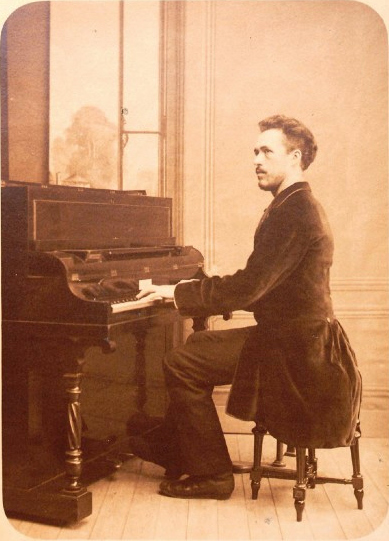
Benjamin Godard.

Benjamin Godard, född 18 augusti 1849, död 10 januari 1895, var en fransk tonsättare.
Godard var elev till Napoléon Henri Reber i komposition och av Henri Vieuxtemps i violin. Han har komponerat flera symfonier och operor, av vilka den mest kända är Jocelyn samt en mängd kammarmusikverk. Godards stil är strikt och elegant.